# Puentes de amor
Puentes de amor (título original: Bridges of Love) es una telenovela filipina transmitida por ABS-CBN desde el 16 de marzo hasta el 7 de agosto de 2015. Está protagonizada por Maja Salvador, Jericho Rosales y Paulo Avelino.
La telenovela fue estrenada el 25 de abril de 2016 por Panamericana Televisión de Perú, iba de lunes a viernes a las 17:00 horas y logró muy buenos resultados de audiencia.
Desde el área de programación del canal peruano se confirmó que el índice de audiencia de la segunda transmisión de la telenovela incrementó un 26% con respecto al día anterior.
Su transmisión en Perú culminó el 12 de julio de 2016.
Puentes de amor es la primera telenovela filipina que se emite en América Latina.
Luego dicha cadena de televisión anunció la telenovela Pangako Sa 'Yo bajo el nombre de La promesa, la segunda producción filipina a emitirse, al terminar Puentes de amor.

## Argumento
La historia comparte la historia de dos hermanos, Gael y Carlos, que fueron separados por una tragedia lamentable por la culpa y el odio. Se les unen entre sí por el amor encarnado por la misma señora de intereses - Mia, que era el más grande amor de Gael, y la mujer que completaba el corazón roto de Carlos.

## Reparto

### Personajes principales
- Maja Salvador como Mia Sandoval.
- Jericho Rosales como Gabriel "Gael" Nakpil.
- Paulo Avelino como Carlos Antonio / Manuel "JR" Nakpil, Jr.
- Antoinette Taus como Camille Panlilio.
- Edu Manzano como Lorenzo Antonio.
- Carmina Villaroel como Alexa Meyers-Antonio.

### Personajes secundarios
- Lito Pimentel como Manuel Nakpil, Sr.
- William Lorenzo como Ramon Sandoval.
- Maureen Mauricio como Marilen Mendoza-Nakpil.
- Malou de Guzman como Manang Vida.
- Joross Gamboa como Buboy.
- Janus del Prado como Muloy.
- Nikka Valencia como Tiyang Des.
- Max Eigennmann como Georgina.
- Justin Cuyugan como Henson Lee.
- John Manalo como Tres Nakpil.
- Manuel Chua
- Jopay Paguia como Venus.

### Otros personajes
- Lorenzo Mara como Tony Meyers.
- Toby Alejar como Robert Panlilio.
- Alvin Anson como Willy.
- Carla Humphries como Ivanka Vallera.
- Marilyn Villamayor como Chanda.
- Bugoy Cariño como Gabriel "Gael" Nakpil (joven).
- Izzy Canillo como Manuel "JR" Nakpil, Jr. (joven)
- Desiree del Valle como Marilen Mendoza-Nakpil (joven).
- Jason Abalos como Manuel Nakpil, Sr. (joven)
- Baron Geisler como Lorenzo Antonio (joven).
- Matt Evans como un enemigo de Carlos (primer episodio).
- Grae Fernández como Manuel "JR" Nakpil, Jr. / Carlos Antonio (adolescente).
- Jairus Aquino como Gabriel "Gael" Nakpil (adolescente).
- Janice Jurado como Nancy (la madre de Muloy).
- Encar Benedicto como profesor de la escuela de JR.
- Lance Lucido como Muloy (joven).
- Jerould Aceron como Muloy (adolescente).